# Chavornay (Ain)
Pour les articles homonymes, voir Chavornay.
Chavornay est une ancienne commune française, située dans le département de l'Ain en région Auvergne-Rhône-Alpes. Le 1er janvier 2019, elle devient commune déléguée d'Arvière-en-Valromey.

## Géographie
Commune située au sud-ouest de la montagne du Grand Colombier, elle est incluse dans la zone d'appellation AOC des vins du Bugey. Plusieurs hameaux constituent le village de Chavornay : Charaillin, Dazin, La Chapelle, Ouche et Vovray.

## Histoire
Le village est mentionné dès le IXe siècle.
Par un arrêté préfectoral du 17 décembre 2018, Chavornay se regroupe avec Brénaz, Lochieu et Virieu-le-Petit pour former la commune nouvelle d'Arvière-en-Valromey au 1er janvier 2019.

## Politique et administration
| Période                                  | Période | Identité         | Étiquette | Qualité |
| ---------------------------------------- | ------- | ---------------- | --------- | ------- |
| 1995                                     | 2003    | Maurice Paquien  |           |         |
| 2003                                     | 2008    | Jean-Marc Mermet |           |         |
| 2008                                     | 2019    | Robert Serpol    |           |         |
| Les données manquantes sont à compléter. |         |                  |           |         |

| Période | Période  | Identité      | Étiquette | Qualité |
| ------- | -------- | ------------- | --------- | ------- |
| 2019    | En cours | Robert Serpol |           |         |

## Démographie
L'évolution du nombre d'habitants est connue à travers les recensements de la population effectués dans la commune depuis 1793. Pour les communes de moins de 10 000 habitants, une enquête de recensement portant sur toute la population est réalisée tous les cinq ans, les populations de référence des années intermédiaires étant quant à elles estimées par interpolation ou extrapolation. Pour la commune, le premier recensement exhaustif entrant dans le cadre du nouveau dispositif a été réalisé en 2006.
En 2018, la commune comptait 226 habitants, en évolution de +6,6 % par rapport à 2012 (Ain : +5,15 %, France hors Mayotte : +2,11 %).
| 1793 | 1800 | 1806 | 1821 | 1831 | 1836 | 1841 | 1846 | 1851 |
| ---- | ---- | ---- | ---- | ---- | ---- | ---- | ---- | ---- |
| 434  | 424  | 601  | 458  | 536  | 427  | 442  | 452  | 467  |

| 1856 | 1861 | 1866 | 1872 | 1876 | 1881 | 1886 | 1891 | 1896 |
| ---- | ---- | ---- | ---- | ---- | ---- | ---- | ---- | ---- |
| 464  | 437  | 425  | 406  | 413  | 385  | 401  | 403  | 383  |

| 1901 | 1906 | 1911 | 1921 | 1926 | 1931 | 1936 | 1946 | 1954 |
| ---- | ---- | ---- | ---- | ---- | ---- | ---- | ---- | ---- |
| 362  | 318  | 317  | 251  | 255  | 226  | 215  | 193  | 174  |

| 1962 | 1968 | 1975 | 1982 | 1990 | 1999 | 2006 | 2011 | 2016 |
| ---- | ---- | ---- | ---- | ---- | ---- | ---- | ---- | ---- |
| 153  | 138  | 131  | 136  | 175  | 174  | 176  | 209  | 222  |

| 2018 | - | - | - | - | - | - | - | - |
| ---- | - | - | - | - | - | - | - | - |
| 226  | - | - | - | - | - | - | - | - |

## Économie
Village situé dans l'aire de production du comté et dans celle de la roussette du Bugey.

## Culture locale et patrimoine

### Lieux et monuments
- Reste d'une tour citée depuis le XIIe siècle[6].